# 山毛柳
山毛柳（学名：Salix permollis）是杨柳科柳属的植物，是中国的特有植物。分布于中国大陆的陕西等地，生长于海拔1,250米的地区，常生于山坡，目前尚未由人工引种栽培。